# میا بلیکفلت
میا بلیکفلت (دانمارکی: Mia Blichfeldt؛ زادهٔ ۱۹ اوت ۱۹۹۷) بدمینتون‌باز زن اهل دانمارک است.